# Tapa (commune)
Tapa est une commune rurale d’Estonie dans le Virumaa occidental (ancien Wierland) dont la population est de 8200 habitants(01.01.2012). Sa superficie s’étend sur 262,8 km2. Son chef-lieu est la ville de Tapa (avant 1920 : Taps).

## Municipalité
La municipalité comprend la ville de Tapa, le bourg (alevik) de Lehtse, ainsi que les villages suivants : Imastu, Jootme, Jäneda (anciennement Jendel, connu pour son château), Karkuse, Kuru, Kõrveküla, Linnape, Loksu, Lokuta, Läpi, Läste, Moe, Nõmmküla, Näo, Patika, Piilu, Pruuna (ancien Corbenorm, connu pour son château), Rabasaare, Raudla, Rägavere, Räsna, Saiakopli, Saksi, Tõõrakõrve, et Vahakulmu.

## Histoire
La ville est desservie par une gare ferroviaire. Elle est l'enjeu de la bataille de Tapa qui eut lieu le 9 janvier 1919 entre trois trains blindés estoniens et les troupes de l'Armée rouge commandées par Jaan Anvelt.

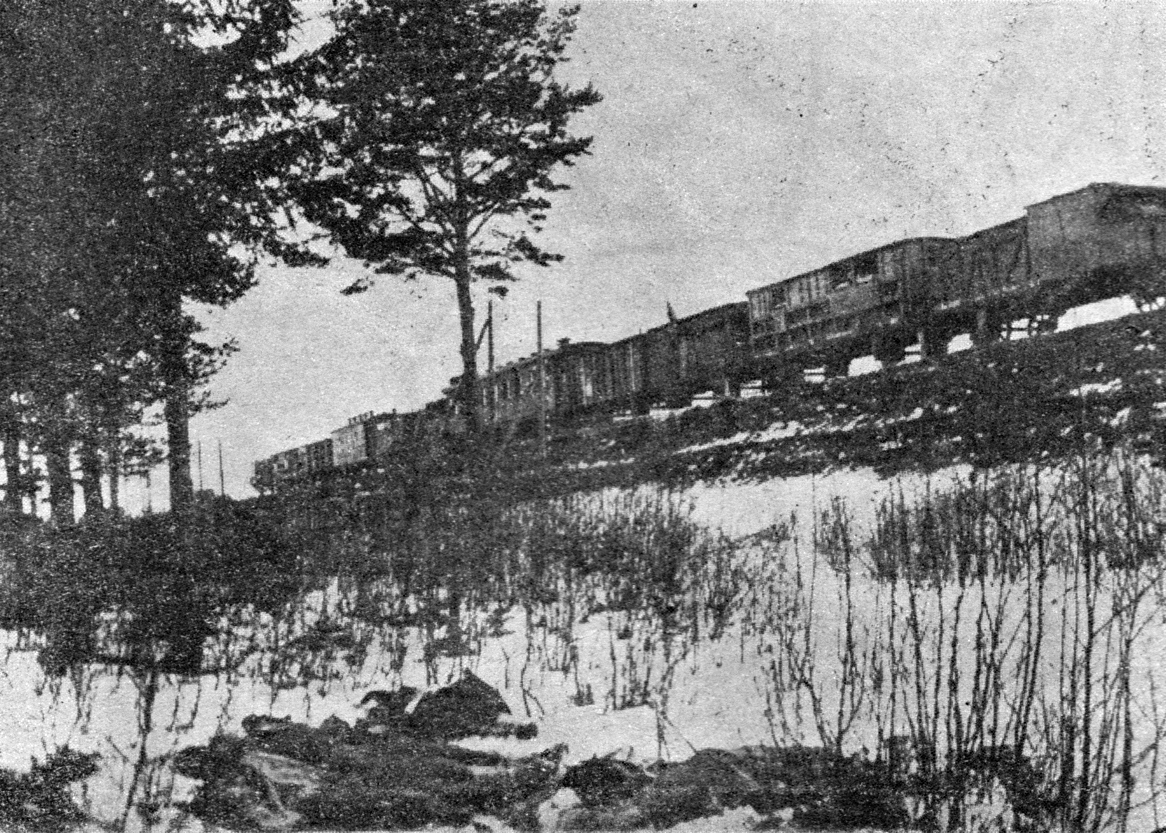
Train blindé n° 1,
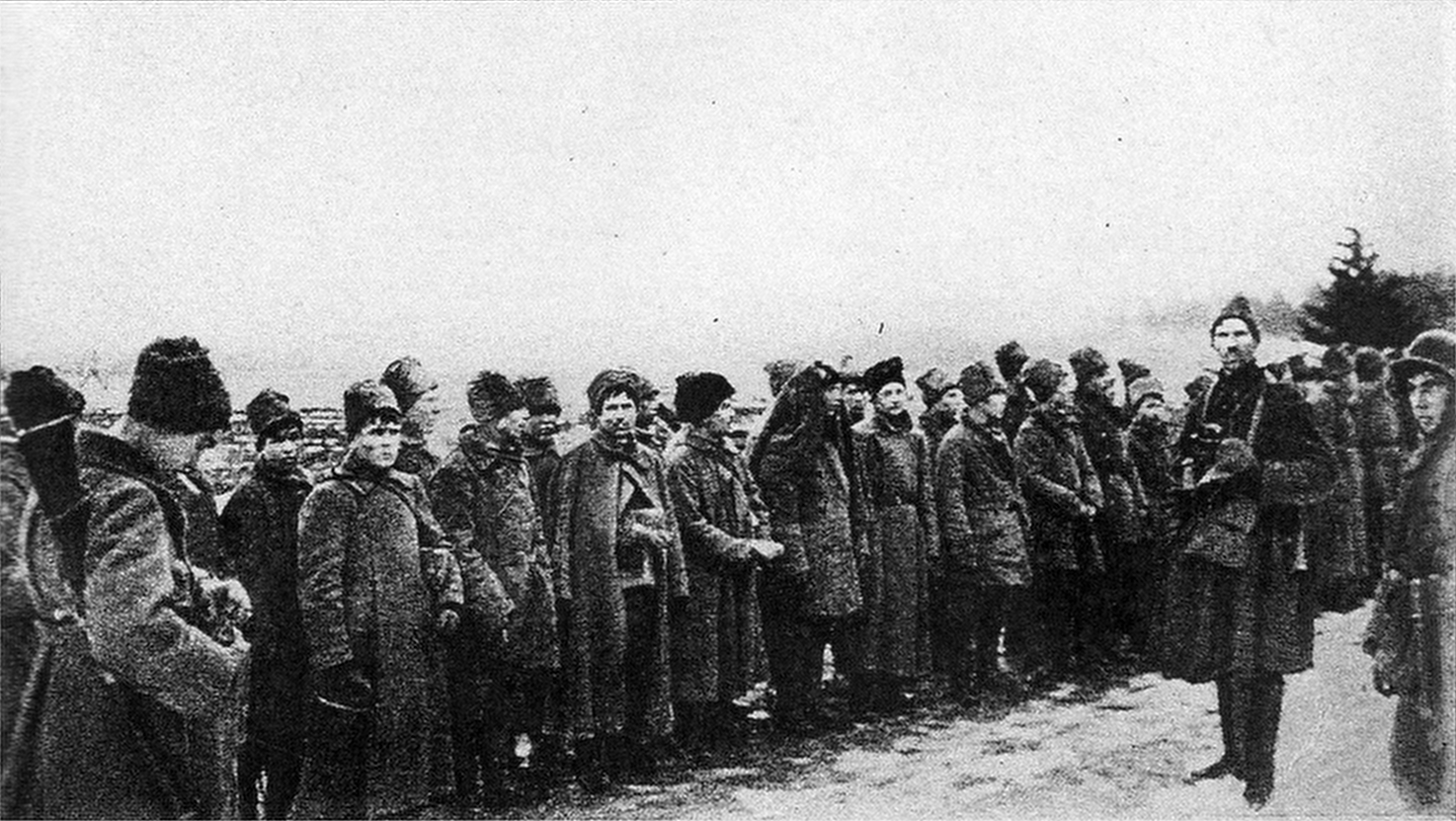
Prisonniers russes après la bataille, Karl Parts tenant des jumelles.

## Jumelage
- Preetz (Allemagne) depuis 1991